# Ma Dongszok
Ma Dongszok (hangul: 마동석, RR: Ma Dong-seok), születési nevén  I Dongszok (이동석, Lee Dong-seok), amerikai nevén Don Lee (1971. március 1.–) koreai-amerikai színész. Ma amerikai állampolgár, színészként azonban először Koreában lett ismert. Nemzetközi ismertséget a Vonat Busanba – Zombi expressz című film hozott számára 2016-ban.

## Élete és pályafutása
Mielőtt színészettel kezdett volna foglalkozni, Amerikában személyi edző volt, többek között Mark Coleman és Kevin Randleman MMA-harcosoké.
Olyan filmekkel vált népszerűvé Koreában, mint a The Neighbor, a Nameless Gangster: Rules of the Time vagy a The Unjust. Ezt követően főszerepet játszott a Norigae, Murderer valamint a One on One című alkotásokban. Az igazi áttörést a 2016-os Vonat Busanba – Zombi expressz hozta meg számára, mellyel nemzetközi ismertségre is szert tett. A Derailed, The Bros valamint a The Outlaws című filmjei mind kritikai, mind pedig bevétel szempontjából sikert arattak, azonban Ma negatív kritikát is kapott amiatt, hogy ugyanolyan típusú szerepeket vállal. 2019-ben bejelentették, hogy Ma az Örökkévalók című Marvel-filmben szerepel Angelina Jolie és Salma Hayek oldalán.
Legismertebb televíziós szerepeit a Bad Guys és a Squad 38 című sorozatokban játszotta.